# Comuna Șevcenkove, Nikopol
Șevcenkove (în ucraineană Шевченкове) este o comună în raionul Nikopol, regiunea Dnipropetrovsk, Ucraina, formată din satele Krutîi Bereh, Maksîmivka, Oleksandropil și Șevcenkove (reședința).

## Demografie
Componența lingvistică a satului Șevcenkove
     Ucraineană (95,28%)
     Rusă (4,37%)
     Alte limbi (0,35%)
Conform recensământului din 2001, majoritatea populației satului Șevcenkove era vorbitoare de ucraineană (95,28%), existând în minoritate și vorbitori de rusă (4,37%).